# Giassara
La giassàra o glazzàra (= ghiacciaia) è una costruzione molto diffusa nella Lessinia, adibita alla conservazione del ghiaccio.
Si tratta di costruzioni di varia forma (tra le più particolari quella di Grietz, sulla strada che collega Bosco Chiesanuova con Malga San Giorgio, che è circolare in pietra della Lessinia).
Il ghiaccio era tagliato in inverno da vicine pozze che, ancora adesso, sono utilizzate in estate come abbeveratoi per le mandrie all'alpeggio.

Parte dell'edificio è interrato per consentire la conservazione del ghiaccio nei mesi caldi.
In estate, il ghiaccio era caricato in blocchi su carrette a traino animale e portato nottetempo nei centri abitati della Pianura Padana, primo tra tutti Verona, per essere poi venduto e utilizzato per la conservazione dei prodotti alimentari nei negozi e nelle case oltre a venire usato negli ospedali dell'epoca.
Questo fino agli anni cinquanta, dopo di che l'attività si è perduta con la diffusione degli impianti di refrigerazione domestica e industriale.